# Берёза граболистная
Берёза граболистная (лат. Betula grossa) — вид растений рода Берёза (Betula) семейства Берёзовые (Betulaceae).
В Западной Европе изредка культивируется в ботанических садах. В США введена в культуру в 1866 году.

## Распространение и экология
В природе ареал вида охватывает острова Кюсю, Сикоку и Хонсю.
Произрастает в горах на высоте 1000—1500 м над уровнем моря. В сообществе с пихтой Вича (Abies veitchii), елью аянской (Picea jezoensis), лиственницей тонкочешуйчатой (Larix kaempferi), тсугой разнолистной (Tsuga diversifolia), дубом монгольским (Quercus mongolica) и ольхой пушистой (Alnus hirsuta). Встречается, как примесь, в криптомериевых лесах.

## Ботаническое описание
Дерево высотой до 25 м. Кора тёмно-коричневая или почти чёрная, пахучая, гладкая, на старых деревьях трещиноватая. Побеги голые, с мелкими редкими чечевичками, желтовато-коричневые.
Почки длиной около 9 мм, толщиной 3 мм, внизу цилиндрические, сверху конические, блестящие, коричнево-жёлтые, пёстрые, с кольцом волосков при основании. Листья яйцевидные или продолговато-яйцевидные, длиной 5—10 см, заострённые, при основании сердцевидные, грубодвоякозубчатые, тонкие, на нижней стороне с желёзками и по жилкам шелковисто-опушённые.
Пестичные серёжки почти сидячие, эллипсоидальные, длиной 1,8—2,5 см. Прицветные чешуйки ресничатые, средняя лопасть узко-продолговатая, длиннее боковых, яйцевидных.
Крылья орешка суживаются к основанию.

## Таксономия
Вид Берёза граболистная входит в род Берёза (Betula) подсемейства Берёзовые (Betuloideae) семейства Берёзовые (Betulaceae) порядка Букоцветные (Fagales).
|  |                                      |  |                                                             |                                                             |                     |  | ещё 7 семейств (согласно Системе APG II) | ещё 7 семейств (согласно Системе APG II)                   |                                                            |  |  |  | ещё 1—2 рода        | ещё 1—2 рода            |  |  |
|  |                                      |  |                                                             |                                                             |                     |  | ещё 7 семейств (согласно Системе APG II) | ещё 7 семейств (согласно Системе APG II)                   |                                                            |  |  |  | ещё 1—2 рода        | ещё 1—2 рода            |  |  |
|  |                                      |  |                                                             | порядок Букоцветные                                         |                     |  |                                          |                                                            | подсемейство Берёзовые                                     |  |  |  |                     | вид Берёза граболистная |  |  |
|  |                                      |  |                                                             | порядок Букоцветные                                         |                     |  |                                          |                                                            | подсемейство Берёзовые                                     |  |  |  |                     | вид Берёза граболистная |  |  |
|  | отдел Цветковые, или Покрытосеменные |  |                                                             |                                                             | семейство Берёзовые |  |                                          |                                                            | род Берёза                                                 |  |  |  |                     |                         |  |  |
|  | отдел Цветковые, или Покрытосеменные |  |                                                             |                                                             |                     |  |                                          |                                                            |                                                            |  |  |  |                     |                         |  |  |
|  |                                      |  | ещё 44 порядка цветковых растений (согласно Системе APG II) | ещё 44 порядка цветковых растений (согласно Системе APG II) |                     |  |                                          | ещё одно подсемейство, Лещиновые (согласно Системе APG II) | ещё одно подсемейство, Лещиновые (согласно Системе APG II) |  |  |  | ещё более 110 видов |                         |  |  |
|  |                                      |  |                                                             | ещё 44 порядка цветковых растений (согласно Системе APG II) |                     |  |                                          |                                                            | ещё одно подсемейство, Лещиновые (согласно Системе APG II) |  |  |  |                     |                         |  |  |